# Sarcococca vagans
Sarcococca vagans är en buxbomsväxtart som beskrevs av Otto Stapf. Sarcococca vagans ingår i släktet Sarcococca och familjen buxbomsväxter. Inga underarter finns listade i Catalogue of Life.